# Wojciech Kwaśniak
Wojciech Kwaśniak (ur. 18 marca 1962) – polski urzędnik państwowy, w latach 2000–2007 generalny inspektor nadzoru bankowego, w latach 2011–2017 zastępca przewodniczącego Komisji Nadzoru Finansowego.

## Życiorys
Ukończył studia na Wydziale Zarządzania Uniwersytetu Warszawskiego. Od 1989 pracował w Narodowym Banku Polskim. W 1991 został wicedyrektorem w Generalnym Inspektoracie Nadzoru Bankowego, w 1998 objął funkcję dyrektora Biura Inspekcji w GINB. Od 2000 do 2007 kierował nadzorem bankowym jako generalny inspektor nadzoru bankowego oraz członek Komisji Nadzoru Bankowego. Przez kolejne cztery lata pełnił funkcję doradcy prezesa Narodowego Banku Polskiego. W październiku 2011 został powołany na stanowisko zastępcy przewodniczącego Komisji Nadzoru Finansowego. 16 lutego 2017 został odwołany z funkcji w KNF.
16 kwietnia 2014 został przed swoim domem brutalnie pobity pałką teleskopową. Zleceniodawcą pobicia według ustaleń śledztwa był były członek rady nadzorczej SKOK Wołomin. Powodem pobicia miała być chęć wyeliminowania Wojciecha Kwaśniaka z kontrolowania działalności spółdzielczych kas oszczędnościowo-kredytowych (SKOK). W lutym 2024 sąd I instancji skazał w tej sprawie Piotra Polaszczyka na karę 10 lat pozbawienia wolności, uznając że „nakłaniał Krzysztofa A. do dokonania czynnej napaści na funkcjonariusza publicznego”. W marcu 2025 w postępowaniu apelacyjnym orzeczoną karę złagodzono do 8 lat pozbawienia wolności.
6 grudnia 2018 został zatrzymany na polecenie prokuratora Prokuratury Regionalnej w Szczecinie pod zarzutem przestępstw urzędniczych mających polegać na niedopełnieniu obowiązków na szkodę m.in. Bankowego Funduszu Gwarancyjnego. W lutym 2019 sąd uznał jego zatrzymanie za niezasadne, na rzecz Wojciecha Kwaśniaka w związku z tym zostało prawomocnie zasądzone zadośćuczynienie.

## Odznaczenia i wyróżnienia
W 2004 otrzymał odznakę honorową „Za zasługi dla bankowości Rzeczypospolitej Polskiej”. W 2005 odznaczony Złotym Krzyżem Zasługi.